# لي إيون-كيونغ (لاعبة هوكي الحقل)
لي إيون-كيونغ هي لاعب هوكي الحقل كورية جنوبية، ولدت في 10 نوفمبر 1972.

## وصلات خارجية
- لي إيون-كيونغ على موقع أوليمبيديا (الإنجليزية)